# Guarany de Bagé
El Guarany Futebol Clube, conocido también como Guarany de Bagé, es un equipo de fútbol profesional de Brasil y desde 2023 participará en el Campeonato Gaúcho Serie A2, la segunda división del estado de Río Grande del Sur.

## Historia
Fue fundado el 19 de abril de 1907 en el municipio de Bagé por João Guttemberg Maciel, Viriato Bicca Nunes, Cervantes Pérez, Secundino Maciel, Francisco Sá Antunes, Manoel Berruti, Carlos Martins Peixoto, Lucidio Garrastazu Gontan, Carlos Garrastazu y Gonzalo Perez originalmente como Internacional de Bagé, pero decidieron por el nombre Guarany de Bagé. El uniforme del club era similar al del Club Nacional de Montevideo de Uruguay debido a que Carlos Garrastazu, uno de sus fundadores, formó parte del club.
Es el club más importante del municipio de Bagé, siendo el más ganador de títulos municipales, y posteriormente se haría fuerte entre los equipos del interior del estado de Río Grande del Sur, logrando en 1920 su primer título estatal venciendo a los equipos poderosos del estado como Gremio de Porto Alegre y SC Internacional. Durante los años 1920 el club alcanzó la final del Campeonato Gaúcho en dos ocasiones más, aunque ambas finales las perdió, ambas ante el Gremio de Porto Alegre.
Luego de seguir dominando la liga municipal vuelve a ser campeón estatal en 1938, con lo que pasó a ser el primer equipo del interior del estado de Río Grande del Sur en haber ganado el Campeonato Gaúcho en múltiples ocasiones.
Posteriormente, a excepción de la temporada de 1958 que llegaron a la final y perdieron, el club no tuvo más campañas a destacar, incluso descendieron en varias ocasiones y fue hasta el año 2007 que regresaron al Campeonato Gaúcho para descender en 2008.
Los años siguientes estuvieron participando entre el Campeonato Gaúcho Serie A2 y el Campeonato Gaúcho de Segunda División (segunda y tercera categoría estatal, respectivamente). Es en 2021 que logran ser subcampeones de la Serie A2, regresando así al Campeonato Gaúcho. Sin embargo, en su regreso al Campeonato Gaúcho de 2022, perdieron la categoría tras cosechar una gran cantidad de partidos perdidos, descendiendo en la penúltima fecha, en la derrota por 2 a 0 de visita ante Juventude, rival directo en la lucha por el descenso.

## Rivalidades
Su principal rival es el Grêmio Esportivo Bagé, ambos del mismo municipio, con quien juegan el clásico Ba-Gua, registrando más de 426 clásicos hasta 2016, con 157 victorias del Guarany contra 146 del Bagé y 123 empates. Los albirrojos anotaron 514 goles contra 490 del Gremio.

## Datos relevantes
- Es el único equipo del interior del estado de Río Grande del Sur en ganar el Campeonato Gaúcho en varias ocasiones.[8]
- Han enfrentado a las selecciones nacionales de Uruguay, Paraguay y Rusia.
- Es el primer equipo del estado de Río Grande del Sur en disputar un partido en el Estadio Monumental de Núñez en Buenos Aires, contra el River Plate.[9]
- Dos de sus jugadores han participado en una Copa Mundial de Fútbol: Martim Silveira, en las ediciones de 1934 y 1938, y Branco, en 1986, 1990 y 1994.
- Darci Menezes,[10] jugador formado en el club, fue campeón continental y finalista intercontinental jugando para el Cruzeiro EC de Belo Horizonte. Raul Calvet ganó dos veces la Copa Libertadores y la Copa Intercontinental con el Santos Futebol Clube.[11]
- El primer partido internacional del Guarany fue en 1913 contra el Lavallejas de Rivera.
- En 1913 el Guarany jugó por primera vez fuera de Brasil en la ciudad de Melo de Uruguay contra el Artigas y el Melense.
- El 23 de noviembre de 1952 juegan su primer partido de noche en el Estádio Antônio Magalhães Rossel, contra el Esporte Clube Pelotas.[12]

## Palmarés

### Estatal
- Campeonato Gaúcho: 2

1920, 1938
- Campeonato Gaúcho Segunda División: 2

1969, 2006
- Campeonato Gaúcho Tercera División: 3

1999, 2016, 2019
- Campeonato Gaúcho del Interior: 5

1920, 1926, 1938, 1958, 1962

### Municipal
- Campeonato de Bagé: 28

1918, 1919, 1920, 1921, 1926, 1929, 1932, 1934, 1935, 1938, 1943, 1945, 1946, 1947, 1948, 1950, 1956, 1958, 1960, 1961, 1964, 1965, 1966, 1969, 1970, 1971, 2010, 2012

## Jugadores

### Jugadores destacados
- Raul Calvet[13]
- Branco[14]
- Adriano Gabiru[15]
- Martim Silveira[16]
- André Luís García[17]
- Luis Fernando Rosa Flores[18]
- Tupãzinho[19]
- Saulzinho[20]
- Darcy Menezes[21]

## Entrenadores
- Hélio Vieira (?-mayo de 2023)[22]
- Alessandro Telles (mayo de 2023-presente)[1]